# Dražkovice
Dražkovice jsou částí města Pardubice, součást městského obvodu Pardubice V. V roce 2013 zde žilo 511 obyvatel.

## Pamětihodnosti
- pomník obětem válek
- Kaple Andělů strážných